# Xanthoparmelia tasmanica
Xanthoparmelia tasmanica är en lavart som först beskrevs av Hook. f. & Taylor, och fick sitt nu gällande namn av Hale. Xanthoparmelia tasmanica ingår i släktet Xanthoparmelia och familjen Parmeliaceae.   Inga underarter finns listade i Catalogue of Life.